# Lista de episódios de Pokémon: Indigo League
Esta é a lista de episódios de Pokémon: Indigo League (Brasil: Pokémon: Liga Índigo / Portugal: Pokémon: Liga Indigo), a primeira temporada do anime Pokémon (ポケットモンスター, Poketto Monsutā, Pocket Monsters). Ela se passa na região de Kanto, onde Ash Ketchum e seus amigos, Misty e Brock, viajam rumo a Liga Índigo. No Japão, este é o começo da série Pocket Monsters (ポケットモンスター, Poketto Monsutā).
A série foi ao ar no Japão entre 1 de abril de 1997 a 21 de janeiro de 1999 pela TV Tokyo, Nos Estados Unidos foi ao ar entre 8 de setembro de 1998 e 27 de novembro de 1999 na Kids' WB. No Brasil, a série teve sua estreia oficial em 1999, no programa Eliana & Alegria da Rede Record, sendo posteriormente exibida no Cartoon Network e na RedeTV!, através do bloco TV Kids. Em Portugal, a estreia também ocorreu em 1999 no programa  Super Buéréré do canal SIC. 
Composta por oitenta(80) episódios, a música "Mezase Pokémon Master" (めざせポケモンマスター) por Rica Matsumoto foi usada como tema de abertura. Para o tema de encerramento, foram usadas cinco diferentes músicas: "Hyakugojūichi" (ひゃくごじゅういち) por Unshō Ishizuka (do 1º ao 27º episódio), "Nyarth no Uta" (ニャースのうた) por Inuko Inuyama (do 28º ao 37º episódio, utilizada também nos episódios 65 e 68), "Poketto ni Fantajī" (ポケットにファンタジー)  por Sachi & Juri (38º ao 53º episódio), "Pokémon Ondo" (ポケモン音頭) por Garura Kobayashi, Dogars e Arbo (do 54º ao 64º episódio) e "Taipu: Wairudo" (タイプ：ワイルド) por Rica Matsumoto (do 65º episódio adiante).

## Visão geral
Ash Ketchum faz 10 anos e é capaz de iniciar uma nova jornada como treinador de Pokémon. Na noite anterior de Ash conhecer o professor Carvalho, ele tem um sonho e quebra o despertador. No dia seguinte, ele dorme demais, o que faz com que ele perca a chance de conseguir um dos três Pokémon iniciais de Kanto: Charmander, Bulbassauro ou Squirtle. No entanto, o professor Carvalho tem um último Pokémon em seu laboratório, um Pikachu. Pikachu inicialmente não se dá bem com Ash, mas no primeiro episódio, Ash salva Pikachu de um bando de Spearow irritados e eles se tornam melhores amigos, desenvolvendo um vínculo especial. No caminho Ash encontra Misty, a Líder de Ginásio da Cidade de Cerulean que adora Pokémon tipo água e quer se juntar a ele até que ele a pague por sua bicicleta que foi acidentalmente destruída por Pikachu; e Brock, o Líder de Ginásio da Cidade de Pewter que quer se juntar a Ash em sua jornada para que ele possa se tornar o maior criador de Pokémon. Ash captura e faz amizade com muitos Pokémon enquanto lida com a oposição da "Equipe Rocket" trio de Jessie, James e Meowth. e seu rival de infância, Gary Carvalho, neto do Professor Carvalho, que também é treinador de Pokémon e sempre se mantém à frente dele.

## Personagens

### Principais
| Personagens    | 1º Temporada          |
| -------------- | --------------------- |
| Ash Ketchum    | Principal             |
| Pikachu        | Principal             |
| Misty Williams | Principal             |
| Brock Harrison | Principal             |
| Jessie         | Antagonista Principal |
| James          | Antagonista Principal |
| Meowth         | Antagonista Principal |

## Episódios
| Num | Título em inglês                            | Título no Brasil                          | Título em Portugal                |
| --- | ------------------------------------------- | ----------------------------------------- | --------------------------------- |
| 001 | Pokémon, I Choose You!                      | Pokémon, Eu Escolho Você                  | Pokémon, Eu Escolho-te a Ti       |
| Ash Ketchum finalmente tem 10 anos, tem idade suficiente para se tornar um Treinador Pokémon. Ele acorda tarde no dia em que deveria receber seu primeiro Pokémon no laboratório do Professor Carvalho e descobri que todos os Pokémon se foram. Ash não tem escolha se não levar um Pikachu malcriado. Pikachu não escuta Ash ou entra na sua Pokébola, então Ash o arrasta junto com uma corda. Depois de muitas tentativas frustradas de capturar alguns Pokémon, Ash joga uma pedra e acerta um Spearow. O Spearow fica irritado e todo o bando começa a perseguir Ash e Pikachu. Eles fogem dos Spearow, pegando uma bicicleta emprestada de uma garota ruiva para escapar, mas quando não conseguem ir mais longe, Ash usa seu corpo para proteger o Pikachu dos Pokémon atacantes. Pikachu percebe o quanto Ash cuida dele e usa um poderoso ataque elétrico para afastar os Spearow, destruindo a bicicleta no processo também. Ash e Pikachu vêem um vislumbre de Ho-Oh. |                                             |                                           |                                   |
| 002 | Pokémon Emergency                           | Emergência Pokémon!                       | Emergência Pokémon                |
| Finalmente chegando na Cidade de Viridian, Ash é encurralado pela oficial Jenny, que pergunta por que ele está carregando Pikachu em vez de levá-lo em uma Pokébola. Depois de explicar, Jenny leva Ash para o Centro Pokémon, onde a enfermeira Joy começa o tratamento no Pikachu ferido. Antes que o tratamento de Pikachu termine, Ash é interrompido por Misty, a garota de quem Ash tirou a bicicleta, que promete ficar com Ash até que ele a pague por destruir sua bicicleta. O Centro Pokémon é então atacado por Jessie, James, e o seu Meowth falante, membros da Equipe Rocket, procurando roubar todos os Pokémon enfermos. O Pikachu de Ash e os muitos Pikachu do Centro Pokémon conseguem derrotar a Equipe Rocket, chocando-os usando o Choque do Trovão, enviando-os "explodindo" para o céu pela primeira vez. |                                             |                                           |                                   |
| 003 | Ash Catches a Pokémon                       | Ash Pega Um Pokémon                       | Ash Captura um Pokémon            |
| Ash descobre e pega um Caterpie — sua primeira captura de Pokémon! Apesar de Ash estar animado, Misty tem medo de Pokémon do tipo Inseto, então ele é repelida por suas tentativas de ser amiga dela. À noite, enquanto Ash e Misty dormem, Caterpie compartilha com Pikachu seu sonho de evoluir para um Butterfree. Ash também captura um Pidgeotto. Equipe Rocket aparece para roubar Pikachu e Pikachu e Pidgeotto são enfraquecidos por Koffing e Ekans, então Ash relutantemente envia Caterpie. Para a surpresa de Jessie e James — para não mencionar Ash — o String Shot de Caterpie é capaz de derrotar os Pokémon da Equipe Rocket, incluindo Meowth! Quando Misty tenta ser boa com Caterpie, ele evolui para um Metapod. |                                             |                                           |                                   |
| 004 | Challenge Of The Samurai                    | O Desafio do Samurai                      | O Desafio do Samurai              |
| Enquanto vagavam pela Floresta de Viridiana, um Samurai desafia Ash para uma batalha, e acaba sendo Metapod vs. Metapod. Após um curto período de tempo, um enxame de Beedrill ataca e o Metapod de Ash é levado por eles. Ash é capaz de resgatar seu Metapod e ele evolui mais uma vez para Butterfree. |                                             |                                           |                                   |
| 005 | Showdown In Pewter Gym                      | Exibição no Ginásio de Pewter             | Confronto na Cidade de Pewter     |
| Ash, Pikachu e Misty finalmente chegam na Cidade de Pewter e conhecem Flint, um homem misterioso que vende pedras. Ash está pronto para desafiar o Líder de Ginásio da Cidade de Pewter, Brock, por sua primeira Insígnia, mas perde a batalha. Flint leva Ash e Pikachu para a casa de Brock e Ash descobre que Brock se preocupa com seus muitos irmãos e irmãs mais novos desde que seu pai os deixou. Ele então leva Pikachu e Ash para um moinho de água para tornar o Pikachu mais forte. Ash luta contra Brock novamente, desta vez chegando mais perto de ganhar. Um incêndio rompe no ginásio, no entanto, e os sprinklers disparam, enfraquecendo o Onix. Ash quer derrotar Onix, mas é retido pelo pensamento de irmãos de Brock (quando ele abre os olhos, ele descobre que ele foi literalmente retido por eles). Ash deixa o ginásio, mas Brock alcança-lo e dá Ash a Insígnia da Pedra. Flint acaba por ser o pai de Brock e assume o ginásio e a responsabilidade de seus filhos por Brock quando ele decide se juntar a Ash em sua jornada. |                                             |                                           |                                   |
| 006 | Clefairy and the Moonstone                  | Clefairy e a Pedra da Lua                 | Clefairy e a Pedra da Lua         |
| Ash, Misty, Brock e Pikachu chegam ao Monte da Lua para encontrarem a Equipe Rocket interferindo na vida selvagem local na esperança de encontrar a rara Pedra da Lua. Com a ajuda de Seymour, o cientista, o grupo salva a Pedra da Lua e as Clefairies que a guardam. Além disso, Brock pega um Zubat. |                                             |                                           |                                   |
| 007 | Waterflowers of Cerulean City               | As Flores Aquáticas da Cidade de Cerulean | As Nadadoras da Cidade de Cerúlea |
| Em sua busca para coletar Insígnias de Ginásio, Ash se dirige para a Cidade de Cerulean, com a intenção de enfrentar o líder do Ginásio de Cerulean. Por alguma razão, Misty expressa um desejo de evitar a Cidade de Cerulean e desaparece ao longo do caminho. Ao entrar no ginásio, Ash e Pikachu ficam encantados com um show de nado sincronizado sendo realizado por três lindas irmãs, sem saber se ele realmente encontrou outro Ginásio. As três revelam que elas são as Líderes do Ginásio, mas desde então converteram o Ginásio em um aquário e show de água, e se ofereceram para dar a Ash a Insígnia, mas Misty aparece mais uma vez, revelando que ela também é uma das Líderes do Ginásio e irá batalhar com Ash em vez de suas três irmãs mais velhas. No entanto, a Equipe Rocket interrompe a batalha na tentativa de roubar todos os Pokémon do Ginásio, e as irmãs de Misty decidem premiar Ash com a Insígnia de Cascata por ajudar a salvar a todos. |                                             |                                           |                                   |
| 008 | Path to the Pokémon League                  | O Caminho para a Liga Pokémon             | O Caminho para a Liga Pokémon     |
| Depois de receber sua segunda insígnia, Ash segue triunfante para a Cidade de Vermilion. Ao longo do caminho, eles ouvem falar de um treinador chamado A.J., um feroz treinador de Pokémon que nunca perdeu uma batalha. Cheio de auto-confiança de seu próprio recorde de dez vitórias consecutivas, Ash dirige-se diretamente para o ginásio para encontrar seu novo adversário. Quando eles chegam, um enorme boletim está na frente da academia com uma placa de neon declarando "98 Vitórias Consecutivas", o que apela para a excessiva confiança de Ash. A.J. está à beira de atingir sua meta de 100 vitórias seguidas, após as quais ele embarcará em uma jornada para reunir insígnias, e Ash descobre o estilo de treinamento estranho de A.J. |                                             |                                           |                                   |
| 009 | The School of Hard Knocks                   | A Escola dos Golpes Duros                 | A Escola das Provações            |
| Ash encontra alunos de uma escola para garotos ricos, a Techi Pokémon, que se julga a maior autoridade em Pokémons. Ele ensina os alunos dessa escola que a melhor maneira de entender os Pokémons é na prática e não na sala de aula ou em simuladores. |                                             |                                           |                                   |
| 010 | Bulbasaur and the Hidden Village            | Bulbasaur e a Vila Escondida              | Bulbasaur e a Aldeia Escondida    |
| Enquanto Ash e Misty tentavam capturar um Oddish e um Bulbasauro (respectivamente), Brock cai de uma ponte. Ele é salvo por Melanie, uma criadora e enfermeira de Pokémon. Para variar, a Equipe Rocket ataca e apanha do Bulbasauro. Depois da batalha, Ash o ganha de Melanie. |                                             |                                           |                                   |
| 011 | Charmander! The Stray Pokémon               | Charmander, o Pokémon Perdido             | Charmander, o Pokémon Extraviado  |
| Ash ganha um novo Pokémon, Charmander, que havia sido abandonado na chuva por seu antigo treinador, Damian, e corria perigo de vida caso a chama de sua cauda se apagasse. Jesse, James e Meowth tentam surrupiar Pikachu, mas são vencidos por Charmander. |                                             |                                           |                                   |
| 012 | Here Comes the Squirtle Squad               | Aí vem o Esquadrão Squirtle               | Aqui vem o Pelotão do Squirtle    |
| A Equipe Rocket convence uma gangue de Squirtles a roubar o Pikachu de Ash. Depois de conseguirem o famoso rato elétrico, Jessie e James sacaneiam bastante o Esquadrão Squirtle. O líder da gangue acaba sendo salvo por Ash. Em gratidão, Squirtle abandona sua trupe, salva Pikachu e se junta a Ash, Brock e Misty em suas viagens. |                                             |                                           |                                   |
| 013 | Mystery At The Lighthouse                   | Mistério no Farol                         | Mistério no Farol                 |
| Ash pega seu 7º Pokémon, um Krabby, mas a Pokébola some.Brock fala que Krabby foi mandado de volta para Carvalho, já que um treinador só pode levar consigo 6 Pokémons.Eles fogem para um farol abandonado onde encontram Bill. Bill revela sobre a existência de alguns Pokémons que nem desconfiava da existência, como um Dragonite gigante que visita o local à noite. |                                             |                                           |                                   |
| 014 | Electric Shock Showdown                     | A Exibição do Choque Elétrico             | Confronto Eléctrico               |
| Na cidade de Vermilion, Pikachu apanha feio do Raichu do Líder do Ginásio local, o tenente Surge, no qual era um Pikachu quando o forçou a evoluir para um Raichu quando estava na guerra . Durante sua recuperação no centro Pokémon, Pikachu recusa usar uma Pedra do Trovão para evoluir para um Raichu. Convicto que venceria seu adversário com suas próprias forças, o roedor elétrico volta a enfrentar o Pokémon do ginásio de Surge. Usando seus golpes Agilidade e Ataque Rápido, Pikachu vence Raichu, e Ash ganha a Insígnia do Trovão. |                                             |                                           |                                   |
| 015 | Battle Aboard the St. Anne                  | Batalha a bordo do St. Anne               | Batalha a Bordo do St.ª Ana       |
| Pouco após James gastar as despesas da Equipe Rocket comprando uma inútil Magikarp, a Equipe Rocket arma mais uma para roubar alguns Pokémons. O trio distribuiu para vários treinadores - que incluem Ash e seus amigos - passagens gratuitas para um lindo cruzeiro a bordo do luxuoso navio St. Anne. Só que quando todos estivessem lá, eles lhe tomariam seus monstros. Ao descobrirem o plano, os heróis convencem os demais treinadores a contra-atacarem. Porém, o navio começa a afundar com todo mundo dentro, e quase todos se salvam, exceto Ash, Brock, Misty e a Equipe Rocket. Nota: O Gary Carvalho estava entre os passageiros do Saint Anne juntamente com suas fâs de torcida. |                                             |                                           |                                   |
| 016 | Pokémon Shipwreck                           | Naufrágio Pokémon                         | Naufrágio de Pokémon              |
| O navio naufraga com Ash, Pikachu, Misty, Brock e a Equipe Rocket dentro. O pessoal resolve fazer um acordo para escapar do navio. Já em uma balsa improvisada na superfície, James fica com raiva da Magikarp e a atira no mar. O problema é que ela evolui para o poderoso Gyarados, que ataca com uma Fúria do Dragão que leva os heróis e vilões para longe. |                                             |                                           |                                   |
| 017 | The Island of Giant Pokémon                 | A Ilha dos Pokémons Gigantes              | A Ilha dos Pokémons Gigantes      |
| Com a Fúria do Dragão, Bulbasaur, Charmander, Squirtle e o Pikachu de Ash, mais Ekans, Koffing e Meowth da Equipe Rocket, têm que se virar apenas com a ajuda de um Slowpoke, enfrentando Pokémons gigantes - na verdade versões mecânicas de uma espécie de parque de diversões - para achar seus treinadores. |                                             |                                           |                                   |
| 018 | "Beauty and the Beach" (Holiday at Aopulco) | "Beleza e Praia" (Férias em Acapulco)     |                                   |
| Ash e seus amigos finalmente chegaram a Porta Vista, uma cidade turística à beira-mar. Depois de destruírem o navio de um velho, eles devem ajudar nos negócios dele. Para tentar pagar mais rápido, Misty entra em um concurso de beleza, apenas para descobrir que ela está competindo contra Jessie e James (com seios falsos - Todas as cenas com isso foram cortadas nos EUA, quando foi finalmente ao ar). O episódio ficou bastante curto e com imensos cortes, o que deixou a sua exibição inviável no Brasil e em Portugal; a versão original (japonesa) não houve cortes. |                                             |                                           |                                   |
| 019 | Tentacool and Tentacruel                    | Tentacool e Tentacruel                    | Tentacool e Tentacruel            |
| Os Tentacools estão correndo o risco de terem seu habitat natural destruído pelo luxuoso hotel que Nastina (ricaça prima de Obaba, do capítulo inédito anterior) quer montar no mar. Para se vingarem, eles atacam a cidade de Porta Vista comandados por um gigantesco Tentacruel. Aproveitando as circunstâncias, a Equipe Rocket tenta capturar os Tentacools, o que só piora a situação. Graças a Misty - que captura um Horsea no episódio - que convence os Tentacools a não destruírem Porta Vista, tudo termina bem. Banido nos Estados Unidos pois lembra muito os ataques de 11 de setembro |                                             |                                           |                                   |
| 020 | The Ghost of Maiden's Peak                  | O Fantasma do Pico da Donzela             | O Fantasma do Pico da Donzela     |
| Ash e sua turma ficam sabendo sobre a lenda do Pico da Donzela, onde uma bela garota espera pelo retorno de seu amado por toda a eternidade. O caso é que o fantasma da tal Donzela deixa Brock (para variar) e James apaixonados. Mas Ash descobre que na verdade a garota não passava de um Gastly, um Pokémon fantasma. |                                             |                                           |                                   |
| 021 | Bye Bye, Butterfree                         | Adeus Butterfree                          | Adeus Butterfree                  |
| Ash e sua turma ajudam Butterfree a conquistar uma Butterfree rosa durante a temporada de acasalamento, e Ash libera seu primeiro Pokémon capturado. |                                             |                                           |                                   |
| 022 | Abra and the Psychic Showdown               | Abra e o Show de Paranormais!             | Abra e o Espectáculo Psíquico     |
| Ash e Pikachu não conseguem vencer a Líder do Ginásio de Saffron, Sabrina, pois ela sabia usar muito bem seu Pokémon psíquico Abra (que no meio da luta evoluiu para um Kadabra). Como perderam, Ash, Misty, Brock e Pikachu são diminuídos e tornam-se brinquedos de Sabrina antes de serem salvos por um senhor misterioso. Ele informa-os que se quiserem vencer Sabrina, devem conseguir um Pokémon fantasma. |                                             |                                           |                                   |
| 023 | The Tower of Terror                         | A Torre do Terror                         | A Torre do Terror                 |
| Ash e sua turma vão para a cidade de Lavender na torre Pokémon, para tentar capturar um Pokémon fantasma. Mas apenas Ash entra na torre, pois Misty e Brock ficam com medo. Dentro do local, Ash conhece três Pokémons fantasmas que faziam muitas travessuras: Gastly, Haunter e Gengar. Mas eles só queriam brincar com alguém. Como se divertiu com Ash, Haunter resolve ajudar Ash em sua jornada. |                                             |                                           |                                   |
| 024 | Haunter Vs. Kadabra                         | Haunter versus Kadabra                    | Hauter contra Kadabra             |
| Ash volta ao ginásio de Sabrina para desafiá-la novamente. Só que Haunter desaparece bem na hora da batalha, deixando o rapaz encrencado. Seus amigos, Misty e Brock, são transformados em bonecos pela má líder do ginásio. O homem misterioso, que é na verdade o pai de Sabrina, revela a origem dos poderes de sua adversária. Após isso, Haunter reaparece e salva Pikachu da Equipe Rocket. Ash o reencontra, mas ele some de novo na hora da luta. Pikachu resolve lutar por Ash, mas não consegue ganhar de Kadabra. Subitamente, Haunter aparece e faz Sabrina rir. Isso quebra os poderes psíquicos da líder, e ela decide dar a Ash a Insígnia do Pântano. |                                             |                                           |                                   |
| 025 | Primeape Goes Banana                        | Primeape Endoidece                        | Primeape fica Maluco              |
| Ash tenta capturar um Mankey no caminho para Celadon. Mas este Pokémon fica facilmente nervoso, o suficiente para encher Ash de porrada. Depois, James comete a burrada de chutar o macaco lutador, o que o faz evoluir para um Primeape. Mais forte, ele esmaga a Equipe Rocket, rouba o boné de Ash e manda Brock para longe. Depois, com seu Charmander, Ash consegue recuperar seu boné,vencer e capturar o forte Primeape. |                                             |                                           |                                   |
| 026 | Pokémon Scent-sation                        | Perfume de Pokémon                        | A Sensação Pokémon                |
| Por achar perfume uma frescura, Ash é expulso do ginásio da cidade de Celadon, principalmente porque a líder do ginásio era também a dona da loja que Ash criticou. Em troca da fórmula de um perfume, a Equipe Rocket ajuda Ash a entrar no ginásio, disfarçado da menina Ashley, mas Pikachu estraga o disfarce. Mesmo assim, Ash encara Erika, a líder do ginásio. Ele vence os dois primeiros Pokémons da treinadora, mas bem quando estava lutando com o último, Gloom, a Equipe Rocket explode o local. Como Ash resgata Gloom do incêndio, Erika o presenteia com a Insígnia do Arco-Íris |                                             |                                           |                                   |
| 027 | Hypno's Naptime                             | Soneca Hipnótica                          | Hora da Sesta do Hypno            |
| Na cidade Hop-Hop-Hop, Ash e seus amigos defrontam-se com o desaparecimento de muitas crianças em 3 dias, e com o adormecimento de muitos Pokémons. Eles descobrem, através de um aparelho da oficial Jenny, que as ondas de sono vinham de um Pokémon, Hypno, que vivia numa cobertura. Ele ajudava pessoas ricas a dormir, e as ondas de sono nas crianças fazia-as pensarem que eram Pokémons. Tudo é resolvido por meio de um Drowzee. No final do capítulo, Misty captura sem querer Psyduck. |                                             |                                           |                                   |
| 028 | Pokémon Fashion Flash                       | Na Moda dos Pokémon                       | Última Moda Pokémon               |
| Brock conhece a criadora de Pokémon Susie, enquanto a Equipe Rocket tenta roubar Pokémons através de um salão de beleza. Após derrotar o trio, o Vulpix de Susie é dado de presente a Brock. |                                             |                                           |                                   |
| 029 | The Punchy Pokémon                          | O Pokémon Lutador                         | O Pokémon Lutador                 |
| Para fazer um homem dar atenção à filha, Ash entra em um torneio de Pokémons Lutadores. Após Ash ser campeão, o homem diz que tornará Primeape mais forte, e Ash decide deixar o Pokémon com ele. |                                             |                                           |                                   |
| 030 | Sparks Fly for Magnemite                    | Faíscas voam pelo Magnemite               | Faíscas voam pelo Magnemite       |
| Ash e seu grupo chegam à poluída Gringy City, e devido a um Magnemite que fica seguindo Pikachu, o grupo descobre que a usina elétrica local está infestada de Grimers e um Muk. Ash captura Muk, mas o manda para Prof. Carvalho porque seu fedor saía da Pokébola. |                                             |                                           |                                   |
| 031 | Dig Those Diglett                           | Em busca dos Digletts                     | Escavem esse Diglett              |
| Ash descobre que a construção de uma represa está sendo atrapalhada por Digletts. Os Pokémons da Equipe Rocket (Ekans e Koffing) evoluem para Arbok e Weezing. |                                             |                                           |                                   |
| 032 | The Poké-Ninja Showdown                     | Os Poderes do Poké-Ninja                  | O Confronto do Pokémon Ninja      |
| O grupo chega em uma estranha mansão estilo ninja cheia de armadilhas, e descobre ser o Ginásio de Fuchsia. Após combater Koga, Ash ganha a Insígnia da Alma. |                                             |                                           |                                   |
| 033 | The Flame Pokémon-athon                     | A Corrida Pokémon                         | A Maratona dos Pokémons Chama     |
| Ash chega no Rancho Laramy, e após a jóquei de uma Ponyta se ferir,Ash decide tomar seu lugar. Na corrida, Rapidash (Ponyta evolui) e Ash vence. |                                             |                                           |                                   |
| 034 | The Kangaskhan Kid                          | O Filho do Kangaskhan                     | O Rapaz Kangaskhan                |
| Ash e sua turma chegam na Zona do Safari, onde descobrem um garotinho que vive entre os Kangaskhan, e conhecem seus pais, que o haviam perdido quando ele era bebê. |                                             |                                           |                                   |
| 035 | The legend of Dratini                       | A lenda de Dratini                        |                                   |
| Neste episódio, "Miniryu no densetsu" (ミニリュウの伝説?), "A lenda de Dratini", Nos EUA, "The Legend of Dratini", o uso de armas de fogo foi considerado abusivo e tratado de forma irresponsável e também há nele uma cena em que Meowth aparece com um bigode igual ao de Adolf Hitler. Também foi nesse episódio que Ash capturou 30 Tauros, por conta desse banimento muitos espectadores não sabiam porque o Ash tem os Tauros. Esse episódio foi o primeiro a ser banido no mundo inteiro (exceto na Coreia do Sul e na China). |                                             |                                           |                                   |
| 036 | The Bridge Bike Gang                        | A Gangue das Bicicletas                   | O Gangue dos Motoqueiros da Ponte |
| Ash e amigos descobrem que uma ponte que precisam atravessar é muito longa, e vão conseguir bicicletas. Ao mesmo tempo, decidem levar para Enfermeira Joy um remédio até o outro lado da ponte, e enfrentam uma gangue de ciclistas (da qual Jessie e James eram membros). |                                             |                                           |                                   |
| 037 | Ditto's Mysterious Mansion                  | A Mansão Misteriosa do Ditto              | A Mansão Misteriosa do Ditto      |
| Ash e amigos chegam a uma mansão, habitada por uma garota chamada Duplica com um Ditto que não sabe se transformar bem. A Equipe Rocket decide capturar o Ditto para transformá-lo em um Dratini, ajudando o Pokémon a explorar sua habilidade. |                                             |                                           |                                   |
| 038 | The Electric Soldier Porygon                | Porygon, O Soldado Elétrico               |                                   |
| Este episódio deixou a franquia Pokémon famosa (de forma negativa nesse caso) no mundo inteiro (a franquia estava somente disponível no Japão até a segunda metade de 1998) após sua exibição. Quando Ash, seus amigos e Porygon viajam numa espécie de espaço cibernético para deter a Equipe Rocket, vários mísseis são lançados por um antivírus e Pikachu usa o Choque do Trovão para explodir alguns mísseis. Para fazer a explosão juntamente com o Choque do Trovão, foi usado por diversas vezes um efeito em que a tela piscava em vermelho e azul a uma freqüência de 12 Hz durante 4 segundos. Vários telespectadores passaram mal, tiveram visão manchada, dores de cabeça, tonturas e náuseas. E centenas de pessoas (cerca de 375 meninos e 310 meninas) tiveram ataques epiléticos. Por conta disso, o anime foi forçado a entrar em um hiato de quatro meses (o episódio foi exibido em dezembro de 1997), voltando com a continuação da série em março do ano seguinte. Além disso, o Pokémon Porygon só voltaria a ser lembrado durante o anime em uma passagem do episódio seguinte, e suas evoluções, Porygon2 e Porygon-Z jamais seriam citadas em nenhum episódio da série. A versão original do episódio (já que ele foi banido no mundo inteiro após a primeira exibição) ainda pode ser encontrada principalmente na internet, mas assisti-lo continua não sendo recomendável para pessoas que tenham epilepsia fotossensível. O episódio 23 da 10ª temporada de Os Simpsons faz referência a polêmica envolvendo este trecho da série, quando Homer e sua família estão assistindo programas de TV japoneses, e ao trocarem para um canal que exibia desenhos passam a sofrer convulsões. Esse episódio foi um marco na mudança da produção de animes no país. |                                             |                                           |                                   |
| 039 | Holiday Hi-Jynx                             | Feriado à La Jynx                         | Hi-Jynx Natalício                 |
| Ash e seus amigos decidem devolver um Jynx para seu dono o Papai Noel, enquanto Jessie decide se vingar de uma Jynx Episodio banido: Passou um tempo banido porque nele aparecia o pokémon Jynx em sua aparência original – com pele escura, lábios exagerados e cabelo claro – que era considerado uma imagem racista. Após isso, Jynx foi redesenhada e agora aparece de pele roxa. No Japão, o episódio foi pulado na sua exibição (era para ele ter sido exibido depois do episódio do Porygon), e depois foi exibido fora da ordem correta dele (tornando-se o episódio 65, o que fica totalmente errado, pois neste episódio Ash ainda tinha Charmander, e no episódio 64 ele já era Charizard). O episódio 65 já chegou a ser exibido nos EUA, e também no Brasil, mesmo estando fora da ordem. |                                             |                                           |                                   |
| 040 | Snow Way Out                                | Perdidos na Neve                          | Uma Aventura Gelada               |
| Ash e seus amigos ficam presos em uma nevasca e quando Ash vai salvar Pikachu de cair de um penhasco, se perde do resto do grupo. |                                             |                                           |                                   |
| 041 | Pikachu's Goodbye                           | O Adeus do Pikachu                        | A Despedida do Pikachu            |
| Ash e seu grupo descobrem em uma floresta um grupo de Pikachus. Ash tenta deixar o seu próprio para trás, achando que ele estaria mais feliz entre outros da espécie. |                                             |                                           |                                   |
| 042 | The Battling Eevee Brothers                 | Irmãos da Pesada                          | Os Irmãos Batalhadores Eevee      |
| Em uma floresta, Ash descobre um Eevee abandonado. Levam-no para o endereço de sua coleira e conhecem seu treinador, cujos irmãos organizam uma "festa de evolução", prontamente invadida pela Equipe Rocket... |                                             |                                           |                                   |
| 043 | Wake Up! Snorlax                            | Acorde, Snorlax                           | Acorda Snorlax!                   |
| O grupo de Ash chega em uma cidade com problemas de abastecimento e descobrem que um Snorlax dorme na nascente do rio... |                                             |                                           |                                   |
| 044 | Showdown At Dark City                       | Duelo na Cidade Sombria                   | Confronto em Dark City            |
| O grupo de Ash chega na Cidade Sombria, povoada por dois Ginásios rivais que se combatem e destroem o lugar. Após a Equipe Rocket ser contratada por um dos dois Ginásios, Ash decide acabar com a disputa... |                                             |                                           |                                   |
| 045 | March of the Exeggutor Squad                | A Marcha dos Exeggutors                   | A Marcha do Pelotão Exeggutor     |
| Ash esbarra em um circo, onde um mágico que está perdendo as habilidades decide hipnotizá-lo com um Exeggcute, e daí usar os Pokémons de Ash para capturar Exeggutors. Porém estes acabam se hipnotizando a si mesmos, causando destruição na cidade. São impedidos por Charmander, que acaba evoluindo para um Charmeleon desobediente... |                                             |                                           |                                   |
| 046 | The Problem with Paras                      | O Problema Com Paras                      | O Problema com Paras              |
| Os remédios de Ash acabam, e eles vão em uma cidade vizinha comprar poções. Mas estas estão escassas devido a um Paras fraco, do qual não permite extrair muito. Ash e seus amigos decidem ajudá-lo a evoluir para Parasect... |                                             |                                           |                                   |
| 047 | The Song of Jigglypuff                      | A Canção do Jigglypuff                    | A Canção do Jigglypuff            |
| Após chegar em uma metrópole habitada por gente mal-humorada, Neon Town, Ash e seus amigos conhecem um Jigglypuff tímido, que Misty decide ensinar a cantar para resolver os problemas da cidade. Jigglypuff rouba um pincel atômico de Ash e segue o grupo em sua jornada... |                                             |                                           |                                   |
| 048 | Attack of Prehistoric Pokémon               | O Ataque dos Pokémon Pré-históricos       | Ataque do Pokémon Pré-Histórico   |
| Ash,seus amigos e Gary decidem se unir a uma busca por fósseis em um sítio arqueológico. Mas Ash e Pikachu acabam por cair em um buraco povoado por Pokémons extintos após a intervenção da Equipe Rocket. Sua única esperança se torna o rebelde Charmeleon que evolui para um ainda desobediente Charizard. Ash acha um ovo Pokémon misterioso... |                                             |                                           |                                   |
| 049 | A Chansey Operation                         | Uma Operação Chansey                      | Uma Operação Arriscada            |
| Pikachu fica com uma maçã entalada na garganta, Ash o leva para um hospital.Após serem informados que um acidente provocado pela Equipe Rocket deixou muitos Pokémons feridos, Ash e amigos vão ajudá-los no Hospital pois o Centro Pokémon esta cheio... |                                             |                                           |                                   |
| 050 | Holy Matrimony                              | Sagrado Matrimônio                        | Santo Matrimónio                  |
| Após verem uma placa de "desaparecido" com a foto de James, Ash e amigos decidem informar o rival da morte dos pais. Porém James descobre que eles estão vivos, e só puseram o anúncio para trazê-lo de volta para se casar com a megera Jessiebelle... |                                             |                                           |                                   |
| 051 | So Near, Yet So Farfetch'd                  | O Pokémon Farfetch'd                      | Tão Perto está o Farfetch'd       |
| As Pokébolas de Misty são roubadas por um Farfetch'd, e ela, Ash e Brock decidem ir atrás do ladrão. Nota: Neste episódio, é mostrado que Jesse já tem o Licktung, sendo que ela o captura apenas no episódio 54. |                                             |                                           |                                   |
| 052 | Who Gets to Keep Togepi?                    | Quem vai ficar com Togepi?                | Quem fica com o Togepi?           |
| O ovo achado por Ash choca, e mesmo após um mini-torneio para decidir quem fica com Togepi, ele passa a acompanhar Misty por ela ter sido a primeira pessoa que ele viu. Ash ganha uma nova Pokéagenda... |                                             |                                           |                                   |
| 053 | Bulbasaur's Mysterious Garden               | O Jardim Misterioso dos Bulbasaur         | O Jardim Misterioso do Bulbasaur  |
| Após Bulbasaur ser derrotado em batalha, ele passa a se sentir diferente. Algum tempo depois, ele é sequestrado por outros Bulbasaur para um festival de evolução da espécie. O Bulbasaur de Ash aprende a usar o Raio Solar... |                                             |                                           |                                   |
| 054 | Princess Vs. Princess                       | Princesa Contra Princesa                  | Princesa contra Princesa          |
| Após uma tarde de compras no Festival das Princesas do Hinamatsuri, Misty e Jessie entram em um torneio de treinadoras no qual Misty ganha. Jessie captura um Licktung que estava comendo sua comida. Nota: Neste episódio, Misty ainda não está com o Togepi, apesar de no episódio 52 ela já estar. |                                             |                                           |                                   |
| 055 | The Purr-fect Hero                          | O Herói Perfeito                          | O Herói Purr-feito                |
| Ash e amigos chegam em uma cidade em que no Dia das Crianças, os meninos brincam com Pokémon. Mas um só quer brincar com Meowth após ter sido salvo por um. O da Equipe Rocket decide então fingir ser o herói... |                                             |                                           |                                   |
| 056 | Case of the K-9 Capers                      | A Unidade Canina                          | O Caso K-9                        |
| Ash e seus amigos esbarram em uma unidade policial das Policiais Jenny, na qual se treinam Growlithes - e Pikachu entra no treinamento. Mas a Equipe Rocket lança um plano para sequestrar os cães policiais... |                                             |                                           |                                   |
| 057 | Pokémon Paparazzi                           | Fotógrafo Pokémon                         | Pokémon Paparazzi                 |
| Ash conhece um fotógrafo de Pokémon,Snap, que decide acompanhar o grupo... |                                             |                                           |                                   |
| 058 | The Ultimate Test                           | O Teste Final                             | O Teste Derradeiro                |
| Vendo que não ganhava uma Insígnia fazia muito tempo, Ash decide fazer um teste que permitiria entrada direta na Liga Pokémon. Jessie e James também tentam fazer o teste... |                                             |                                           |                                   |
| 059 | The Breeding Center Secret                  | O Segredo do Centro de Criação            | O Segredo do Centro de Criação    |
| Misty deixa Psyduck em um centro de criação, e ao tentar recuperá-lo para ganhar um jantar em um restaurante, descobre que o centro é fachada de um esquema de dois membros da Equipe Rocket, Butch e Cassidy. O Weepinbell de James, que havia sido deixado no centro, evoluiu para Victreebell. Snap se separa do grupo... |                                             |                                           |                                   |
| 060 | Riddle Me This                              | E Tome Charada!                           | Adivinhem Lá!                     |
| Ash chega na Ilha Cinnabar, mas descobre que o Ginásio local está destruído. Após algumas explorações, descobre que o Ginásio se mudou para o subsolo do hotel de propriedade do líder do Ginásio, Blaine. Ash batalha com Blaine... |                                             |                                           |                                   |
| 061 | Volcanic Panic                              | Pânico no Vulcão                          | Pânico Vulcânico                  |
| Ash perde a primeira batalha para Blaine. Um ataque da Equipe Rocket leva o vulcão da ilha a entrar em erupção. O Charizard de Ash e o Magmar de Blaine ajudam a controlar a situação. Após isso, ambos os Pokémon lutam, e Charizard vence, dando a Ash a Insígnia do Vulcão... |                                             |                                           |                                   |
| 062 | Beach Blank-out Blastoise                   | Desmaios na Praia do Blastoise            | Blastoise na Praia                |
| Voltando para o continente, Ash descobre que um Blastoise que comanda uma ilha está adormecido... |                                             |                                           |                                   |
| 063 | The Misty Mermaid                           | A Sereia Misty                            | A Sereia Misty                    |
| De volta a Cerulean, Misty decide ajudar as irmãs a encenar A Pequena Sereia. Mas a Equipe Rocket invade a peça. Misty deixa seu Starmie e seu Horsea com suas irmãs... |                                             |                                           |                                   |
| 064 | Clefairy Tales                              | Contos Clefairy                           | Lendas da Clefairy                |
| Em Viridiana, Ash e amigos descobrem que as Clefairy estão construindo uma espaçonave... |                                             |                                           |                                   |
| 065 | The Battle of The Badge                     | A Batalha da Insígnia                     | A Batalha p'lo Crachá             |
| Ash e Gary decidem entrar no ginásio de Veridiana. Gary é derrotado pelo Mewtwo de Giovanni. Mas o líder da Equipe Rocket deixa o ginásio antes de Ash chegar, relegando o controle em sua ausência a Jessie e James. Ao derrotá-los, Ash ganha a Insígnia da Terra... |                                             |                                           |                                   |
| 066 | It's a Mr. Mime Time                        | A Hora do Mr. Mime                        | É a Hora do Mr. Mime              |
| Voltando para casa, Ash e amigos veem um Mr. Mime que quer fugir de uma treinadora que trabalha no circo,pois o seu próprio não quer atuar. Por não convencerem-no a atuar, o grupo decide vestir Ash de Mr. Mime. O Pokémon acaba indo para a casa de Ash, e resolve ficar trabalhando para a mãe do treinador... |                                             |                                           |                                   |
| 067 | Showdown at the Poké-Corral                 | Batalha no Poké-Curral                    | Espectáculo no Poké-Curral        |
| De volta a Pallet, Ash discute com Gary, e a Equipe Rocket tenta roubar os Pokémons do laboratório do Prof. Carvalho. |                                             |                                           |                                   |
| 068 | The Evolution Solution                      | A Solução da Evolução                     | A Solução da Evolução             |
| Ash e seus amigos vão para Seafoam Islands ajudar um amigo do Prof. Carvalho a estudar a evolução do Slowpoke. Jessie captura um Shellder mas o deixa, pois evoluí junto com Slowpoke. |                                             |                                           |                                   |
| 069 | The Pi-kahuna                               | O Pika-Huna                               | O Pi-kahuna                       |
| Ash é salvo de um afogamento por um treinador, Victor e seu Pikachu surfista. Victor então revela que quer surfar em um tsunami. |                                             |                                           |                                   |
| 070 | Make Room For Gloom                         | A Hora do Gloom                           | Abram Alas para o Gloom           |
| Ash vai para um jardim pegar fertilizante para a mãe mas lá Bulbasaur acaba paralisado pelas flores. |                                             |                                           |                                   |
| 071 | Lights, Camera, Quacktion                   | Luz, Câmera, Quack-Ação                   | Luzes, Câmera, Quack-ção          |
| Ash e seus amigos fazem seus Pokémons entrarem em um filme estrelado pelas criaturas e o diretor escolhe Psyduck para ser o protagonista. |                                             |                                           |                                   |
| 072 | Go West Young Meowth                        | Vá para Hollywood, Meowth!                | Vai para o Oeste Jovem Meowth     |
| Ash e seu grupo vão para a estreia do filme em Hollywood. A Equipe Rocket os segue, e Meowth revela que já esteve nessa cidade,e que foi ali que aprendeu a falar e andar para conseguir o amor de uma Meowth fêmea. Ele acaba por descobrir que ela é agora de uma gangue de Meowths liderada por um Persian. |                                             |                                           |                                   |
| 073 | To Master the Onix-Pected                   | Domando um Onix Pirado                    | Dominar o Onixesperado            |
| Ash conhece Bruno, um dos membros da Elite dos Quatro, em seu retiro nas montanhas. Enquanto isso, um Onix gigante ataca. |                                             |                                           |                                   |
| 074 | The Ancient Puzzle of Poké-mopolis          | O Antigo Quebra-Cabeça de Pokémopolis     | O Antigo Puzzle de Pokemopólis    |
| Enquanto andam, Ash e seu grupo esbarram nas ruínas da cidade extinta de Pokemópolis. Das ruínas surgem um Gengar e um Alakazam gigante que começam a lutar e só param quando um Jigglypuff gigante canta. |                                             |                                           |                                   |
| 075 | Bad to the Bone                             | Osso Duro de Roer                         | Ruim Até aos Ossos                |
| Ash e seus amigos ajudam um treinador que quer ir para a Liga Pokémon a recuperar suas insígnias, roubadas pela Equipe Rocket. |                                             |                                           |                                   |
| 076 | All Fired Up                                | No Maior Fogo                             | Todo Entusiasmado                 |
| Ash finalmente chega na Liga Pokémon Indigo, e participa do transporte da chama de Moltres. |                                             |                                           |                                   |
| 077 | Round 1 -- Begin                            | Começa o Primeiro Round                   | Primeiro Assalto -- Começar       |
| Na primeira rodada da Liga, Ash enfrenta o treinador Mandi, que usa Golbat, Exeggutor e Seadra. O Krabby de Ash evolui para Kingler. |                                             |                                           |                                   |
| 078 | Fire and Ice                                | Fogo e Gelo                               | Fogo e Gelo                       |
| Ash vence a segunda e terceira rodada da liga. |                                             |                                           |                                   |
| 079 | Fourth Round Rumble                         | O Difícil Quarto Turno                    | O Quarto Assalto                  |
| Ash enfrenta um Beedrill, um Scyther e um Bellsprout na quarta rodada. |                                             |                                           |                                   |
| 080 | A Friend in Deed                            | Amigo de Verdade                          | Um Amigo Verdadeiro               |
| Ash conhece outro treinador, Ritchie, e fica amigo dele. Então a Equipe Rocket rouba os Pokémons de ambos, e eles decidem resgatá-los. |                                             |                                           |                                   |
| 081 | Friend and Foe Alike                        | Amigo e Inimigo                           | Amigos e Inimigos                 |
| Nas Oitavas de Final, Ash acaba tendo de enfrentar Ritchie. Chegando no estádio após se livrar de um sequestro pela Equipe Rocket, Ash acaba derrotado porque o desobediente Charizard não quer enfrentar o Sparky. |                                             |                                           |                                   |
| 082 | Friends to the End                          | Amigos até o Fim                          | Amigos Até ao Fim                 |
| Ash fica chateado pela derrota, e Ritchie é derrotado nas quartas de final. Isso leva ambos a se reconciliarem. |                                             |                                           |                                   |
| 083 | Pallet Party Panic                          | Uma Festa de Arromba                      | Pânico na Festa de Pallet         |
| Ash celebra sua trajetória na liga com uma festa em sua casa em Pallet, e decide ajudar o Professor Carvalho indo buscar um objeto nas Ilhas Laranja. Quando Ash é atacado por um Fearow furioso que quando ainda era um Spearow foi atacado por Ash, seu Pidgeotto evolui para Pidgeot, e após derrotar o adversário o Pokémon decide ficar na floresta cuidando de Pidgeys e Pidgeottos. Ash diz que o pegará de volta quando voltar das Ilhas Laranja. |                                             |                                           |                                   |
| Nota: Sinopses estão em negrito veja: episódios censurados. |                                             |                                           |                                   |